# تفرقة وظيفية
التفرقة الوظيفيّة (بالإنجليزيّة: Occupational segregation) هي توزيع العمال على الوظائف المختلفة بناءً على السمات الديموغرافيّة، خاصة الجندر. تختلف مستويات التفرقة الوظيفيّة بين التفرقة التامة والدمج التام. تحدث التفرقة التامة عندما تُوظَف مجموعة واحدة فقط في الوظيفة. بينما يحدث الدمج التام عندما يكون لكل مجموعة نفس عدد المقاعد في الوظيفة المتوفرة في قوة العمل.
يجادل بعض الأكادميّين مثل بيبلارز وزملائه، أن التفرقة الوظيفيّة تقوم بنسبة أكبر على التمييز الجندريّ، والذي يحدث بنمطين، إما أفقيًّا (عبر الوظائف) أو رأسيًّا (خلال الهرم الوظيفيّ). يساهم كلاهما في فجوة الدفع الجندريّة.

## الأنواع

### الأفقيّة
تشير التفرقة الوظيفيّة الأفقيّة إلى اختلاف أعداد العاملين في كل وظيفة من كل جندر. تزداد التفرقة الأفقيّة بإعادة الهيكلة ما بعد الصناعيّة للمجتمع (المجتمع ما بعد الصناعيّ)، حيث ساعد التوسُّع في الصناعات الخدميّة لزيادة الطلب على العاملات من النساء للدخول إلى سوق العمل. دخلت الملايين من ربَّات المنزل إلى الاقتصاد خلال الهيكلة ما بعد الصناعيّة، خاصة إلى قطاع الخدمات، حيث عملن بدوام جزئيّ وساعات عملٍ متغيِّرة. وبينما تُعجِب تلك السمات الأمهات، لأنهن مسئولات عن رعاية الأطفال في المنزل، فهي –لسوء الحظ- غير متوفرة إلا في الوظائف ذات الدخل المنخفض. ومن الأمثلة الصارخة على ذلك التصوُّر الشائع أن وظائف مثل التدريس والتمريض هي غالبًا للنساء بينما وظائف أخرى مثل مهنتي الطبيب والمحامي غالبًا للرجال.

### الرأسيّة
يصف مصطلح التفرقة الرأسيّة هيمنة الرجال على وظائف المكانة العليا في المهن الذكوريّة والأنثويّة معًا. عادة ما يُشار إلى التفرقة الرأسيّة بأنها سماحٌ للرجال بالصعود في السلم الكهربائي بينما تشاهدهم النساء وهم يصعدون ويسبقونهن إلى أعلى المناصب الوظيفيّة. وبصورة عامة، توجد التفرقة الرأسيّة في الدول، بنسبة أقل من التفرقة الأفقيّة، لأن النساء لديهن فرص أفضل للحصول على أعلى المراتب الوظيفيّة في وظيفة معيَّنة عندما تزداد نسبة مشاركتهن بها.
تُعد التفرقة الرأسيّة أصعب من حيث القياس لأنها تشير إلى التسلسل الهرميّ داخل الوظيفة الواحدة. على سبيل المثال، فئة ممتهني التعليم، يمكن أن تنقسم إلى «معلمي المدرسة» و«أساتذة الجامعة وأساتذة التعليم المهنيّ» و«مهن منوَّعة تعليميّة»، ثم تنقسم تلك الفئات بعد ذلك إلى تصنيفات أصغر. وبينما تصف تلك الفئات توزيع المهن في مجال التعليم، فلا يمكن مقارنتها بالفئات الهرميّة للوظائف الأخرى وبالتالي سيكون من الأصعب عقد مقارنات التفرقة الرأسيّة. 

## آليات استمرار التفرقة الوظيفيّة

### الاختيار الذاتيّ
تختار بعض النساء أن يخرجن من الوظائف المرموقة، مُفضلاتٍ أن يقضين الوقت في المنزل مع العائلة بدلًا من ذلك. طبقًا لسارة داماسكي، يمضي هذا الاختيار لأن الوظائف المرموقة لا تسمح بوقتٍ للعمل المنزليّ الشاق الذي يقع على عاتق النساء كما هو متوقَّع منهن بسبب التقسيم الجندريّ للوظائف داخل المنزل. تُفضِّل النساء من الطبقة الكادحة تحديدًا الخروج من الوظائف المرموقة أو المُستهلِكة للوقت من أجل الحفاظ على التراتبيّة الجندريّة التقليديّة وواجبات المنزل. 

### الفوارق التعليميّة
تجادل تفسيرات رأس المال البشريّ أن النجاح المهنيّ والاقتصاديّ لمجموعة أو للفرد يمكن إرجاعه جزئيًّا إلى المهارات المكتسبة خلال التعليم الرسميّ وغير الرسميّ والخبرات المتراكمة. وبالتالي تنطوي هذه التفسيرات على أن استمرار الفوارق الوظيفيّة بين الرجال والنساء يعود إلى الفوارق التعليميّة بينهما. من المناطق التي لعبت دورًا كبيرًا في التفرقة الوظيفيّة، كان نقص النساء في العلم والرياضيات. وهذه المجالات هي التي تؤدي إلى الوظائف الأعلى راتبًا، وبالتالي غياب النساء عن هذه المجالات ساهم في إخراجهن من دائرة الأجور العليا. يمكن أن نرى هذا في مجال المال، حيث إنه يعتمد بصورة كبيرة على الرياضيات ويؤدي إلى المناصب المرموقة في القطاع الخاص. ويرجع هذا الخيار في الأخير إلى التفضيلات الشخصيّة أو بسبب الفكرة المجتمعيّة بأن النساء لسن جيِّدات مثل الرجال في الرياضيات.

### فوارق خبرة العمل
تميل تفسيرات رأس المال البشريّ أن تُرجع التفرقة الوظيفيّة إلى قدرة الرجال على الصعود إلى الوظائف الأرقى بسبب فوارق الخبرة العمليّة بين الجندر. وبالفعل تظهر الفجوة بين مناصب الرجل والمرأة بتقدُّم العمر، حيث تميل الفتيات حديثات التخرُّج إلى مقاطعة مسيرتهن المهنيّة من أجل رعاية الأطفال بنسبة أكبر من الرجال. وهذه الخيارات ترجع أيضًا إلى توزيع العمل المبني على الجندر والذي يفترض أن النساء يحملن مسئوليّة الأعمال المنزليّة.

### التفضيلات
تفترض تفسيرات رأس المال البشريّ أيضًا أن الرجال يميلون عن النساء إلى تفضيل الحياة العمليّة على الحياة الأسريّة. وجد الاستطلاع الاجتماعيّ العام أن القليل من الرجال يُفضِّلون عددًا قليلًا من ساعات العمل، وأن تفضيلات السمات الوظيفيّة تعتمد بصورة أساسيّة على السن والتعليم والعِرق والسمات الأخرى بعيدًا عن الجندر. علاوة على ذلك، يُظهر البحث أن الرجال والنساء لديهما تفضيلات مهنيّة باطنيّة؛ أي أن تفضيلاتهم بشأن الوظائف التي امتهنوها في الحاضر والماضي ترتبط بالجندر. وبعد أخذ وظائف الرجال والنساء في الحسبان، لا يوجد فرق في التفضيلات المهنيّة. ويكون لدى الرجال والنساء نفس مستويات الالتزام في العمل عندما ينخرطون في نفس الوظيفة، بالإضافة إلى عددٍ من التفضيلات المشابهة الأخرى.

### خطط البحث عن وظيفة
طبقًا لعالِمي الاجتماع خانسون وبرات، يختار كلٌ من الرجال والنساء خططًا مختلفة للبحث عن وظيفة مما يلعب دورًا في التفرقة الوظيفيّة. تتأثر تلك الخطط بعلاقات السلطة في المنزل، والطبيعة الجندريّة للحياة الاجتماعيّة والمسئوليات المنزليّة للمرأة. يؤدي العامل الأخير بالتحديد أن تعيد المرأة أولوياتها باختيار العمل القريب من منزلها جغرافيًّا. كما أن بعض الناس يجدون وظائفهم بالعقود غير الرسميّة. تؤدي الطبيعة الجندريّة للحياة الاجتماعيّة بالمرأة أن تحتفظ بشبكة علاقاتها في حيِّز جغرافيّ أضيق من الرجل. وبالتالي تقع المرأة في الوظائف التي تهيمن عليها النساء المرتبطة بأجور منخفضة بسبب الحدود الزمنيّة الواقعة على المرأة بدلًا من الاختيارات طويلة المدى لضمان أقصى أجر ومكانة.

## الجندر

### فجوة الدفع الجندريّة
تدفع النساء في الوظائف النسائيّة ضريبتين: متوسط الأجور التي تتقاضاها المرأة في الوظائف النسائيّة أقل من متوسط الأجور في وظائف الرجال من نفس المستوى، وأنهن يربحن أقل، نسبةً إلى الرجال في نفس الوظيفة. علاوة على ذلك، تتأثر أجور النساء سلبيًا بنسبة النساء في الوظيفة، بينما لا تتأثر أجور الرجال. تنطوي فرضيّة الحشد على أن التفرقة الوظيفيّة تقلل من الأجر العام الذي تتقاضاه النساء نتيجة إبعاد النساء من الوظائف الذكوريّة إلى الوظائف النسائيّة. وبما أن المهارات النسائيّة تنال عائدًا أقل من حيث الأجر والوجاهة، فإن حشد النساء في بعض الوظائف ساهم في تخفيض تقييم تلك الوظائف من حيث الأجر والوجاهة.
يمكن التخفيف من حدة الحشد خلال التغيُّرات الكبيرة في التفرقة الوظيفيّة. التدريس على سبيل المثال كان تقليديًّا مهنة نسائيّة. وعندما تفتح الوظائف أبوابها للنساء في مجال ريادة الأعمال وغيرها من الوظائف عالية الأجر، ستضطر المدارس لرفع رواتبها لجذب المزيد من المرشحين والمرشحات للعمل.

### التوزيع الجندريّ للعمل
يساعد التوزيع الجندريّ للعمل في شرح تراتبيّة السلطة عبر الهويّة الجندريّة والطبقة الاجتماعية والعِرق والإثنيّة والتوجه الجنسيّ. تساهم النسويّات الاشتراكيّات في هذه الأيديولوجيا خلال الإطار الماركسيّ للعمل المغترب ووسائل الإنتاج. تؤكِّد هايدي هارتمان على التوزيع الجندريّ للعمل كوسيلة للسيطرة الأبويّة على العمل النسائيّ. بناءً على اقتراح والي ساكومبي، يجب أن تتحول وسائل الإنتاج إلى وحدة الإنتاج والتناسل، حيث يُنظر إلى القدرات الإنجابيّة للنساء كمصدر قيِّم للعمل والدخل. أظهرت «أجور من أجل العمل المنزليّ» في أواخر السبعينات أهميّة التفاوت الجندريّ في العمل. تنتقد النسويّات الاشتراكيّات استغلال النساء في العمل المنزليّ وفي الوظيفة الإنجابيّة حتى لا يُنظر إليها كسلعة وتخضع لتقييم السوق.

## بناءً على التوجه الجنسيّ
بالإضافة للجندر، يمكن أن يكون التوجه الجنسيّ أساسًا للتفرقة الوظيفيّة: حيث وُجِد أن هناك نسب عالية من المثليّين والمثليّات في بعض الوظائف. أظهرت الأبحاث أن الرجال المثليّين يعملون في وظائف تسيطر عليها النساء بنسبة أكبر من الرجال المغايرين، والمثليات أكثر تمثيلًا من النساء المغايرات في الوظائف التي يعمل بها الرجال، وحتى بعيدًا عن هذا الميل، من الشائع لكل من الرجال المثليّين والنساء المثليّات أن يتركَّزوا في الوظائف التي توفِّر استقلالًا وظيفيًّا أو تتطلب بصيرة اجتماعيّة أو كلاهما.

## الحلول
تشمل الحلول المقترحة تفعيل المبادئ الثقافيّة الجندريّة المساواتيّة أو تغيُّرات في المعايير الجندريّة التقليديّة كحلول ممكنة للتفرقة الوظيفيّة وتقليل التمييز، والتأثير على تقييم النساء الذاتي لنفسهن ولدعم التغيُّرات البنائيّة. إلا أن التفرقة الأفقيّة أشدُّ مقاومة للتغيير من الضغوطات المساواتيّة الحديثة. يمكن أن يدعم تغيير المعايير التأثير على الدمج الوظيفيّ، فحيثما يرى الناس النساء يدخلن في وظائف ذكوريّة، ستتغير توقعاتهم حول النساء في سوق العمل.